# Калипетрово
Калипетрово (болг. Калипетрово) — село в Болгарии. Находится в Силистренской области, входит в общину Силистра. Население составляет 4554 человека.

## Политическая ситуация
В местном кметстве Калипетрово, в состав которого входит Калипетрово, должность кмета (старосты) исполняет Йордан Цонев Ковачев (Политическое движение социал-демократов (ПДСД)) по результатам выборов.
Кмет (мэр) общины Силистра — Иво Кирилов Андонов (инициативный комитет) по результатам выборов.